# El rabino y el pistolero
El rabino y el pistolero (título original: The Frisco Kid) es un wéstern de 1979 dirigido por Robert Aldrich y protagonizado por Gene Wilder, Harrison Ford y Ramon Bieri.
Es el sexto y último western dirigido por Robert Aldrich y también la última película del veterano actor Henry Rowland.

## Argumento
Es el año 1850. El rabino polaco Avram Belinski es un ingenuo e inexperto viajero que se dirige hacia San Francisco, donde debe responsabilizarse de una sinagoga. En Filadelfia, Belinski es víctima de tres malhechores que le roban y lo dejan abandonado en una carretera desierta de Pensilvania.
Es el inicio de un accidentado trayecto hacia el peligroso Oeste. En ese contexto lleno de trampas, Belinski entabla amistad con un joven atracador de bancos llamado Tommy Lillard, que se siente conmovido por la personalidad franca de Belinski y su situación de vulnerabilidad ante los peligros que le acechan. Tommy, por tanto, ayuda y protege a Avram, aunque a veces suponga para él serios contratiempos, como cuando se niega a cabalgar en sabbat, aunque el pistolero haya acabado de atracar un banco y deba huir de la justicia.

## Reparto
| Actor          | Personaje       |
| -------------- | --------------- |
| Gene Wilder    | Avram           |
| Harrison Ford  | Tommy           |
| Ramon Bieri    | Sr. Jones       |
| Val Bisoglio   | Jefe Gray Cloud |
| George DiCenzo | Darryl Diggs    |
| Leo Fuchs      | Jefe Rabbi      |
| Penny Peyser   | Rosalie         |
| William Smith  | Matt Diggs      |

## Producción

### Desarrollo
Al principio hubo planes de filmar el guion en 1971, pero ningúm estudio quiso filmarlo hasta 1977, cuando Warner Bros. decidió hacerla a causa de una cambio de actitud respecto al argumento del largometraje.

### Preproducción
Al principio Gene Wilder no quiso interpretar el papel dos veces. Todo cambió, cuando hubo una segunda revisión del guion. En cuanto a Tommy, John Wayne quiso hacerlo, pero no iba a recibir los honorarios que esperaba al respecto, por lo que al final declinó a interpretarla. Finalmente Harrison Ford, que ya era entonces una estrella en alza gracias a la película La guerra de las galaxias (1977), recibió el papel. Finalmetne también cabe destacar, que al principio hubo planes de que Dick Richards fuese director del filme, pero en las últimas semanas antes del rodaje se decidió reemplazarlo por Robert Aldrich.

### Filmación
La películo se rodó entre el 30 de octubre de 1978 y enero de 1979. Para ello se filmó el largometraje en Greeley, en Colorado, Nogales, Texas Canyon, San Rafael Valley y Tucson en Arizona, Lake Tahoe, en Nevada, Burbank, Culver City, Jenner y Santa Barbara/ El Capitan Beach, en California. Todos estos lugares están en Estados Unidos.

## Recepción
Hoy en día la película ha sido valorada en portales cinematográficos y por los críticos profesionales. En IMDb, por ejemplo, con aproximadamente 12 000 votos registrados, el largometraje obtiene una media ponderada de 6,3 sobre 10. En cuanto a Rotten Tomatoes, los más de 500 votos registrados le dieron allí una valoración media de 3,7 de 5, mientras que los 28 críticos profesionales registrados allí le dieron una valoración media de 5,9 de 10. Adicionalmente cabe destacar, que en La Vanguardia el 61 % de los usuarios registrados en ese periódico le dan una valoración positiva al filme.